# اچ‌ام‌اس ئی۳۸
اچ‌ام‌اس ئی۳۸ (به انگلیسی: HMS E38) یک زیردریایی بود که طول آن ۱۸۱ فوت (۵۵ متر) بود. این زیردریایی در سال ۱۹۱۵ ساخته شد.